# Hitomi Obara

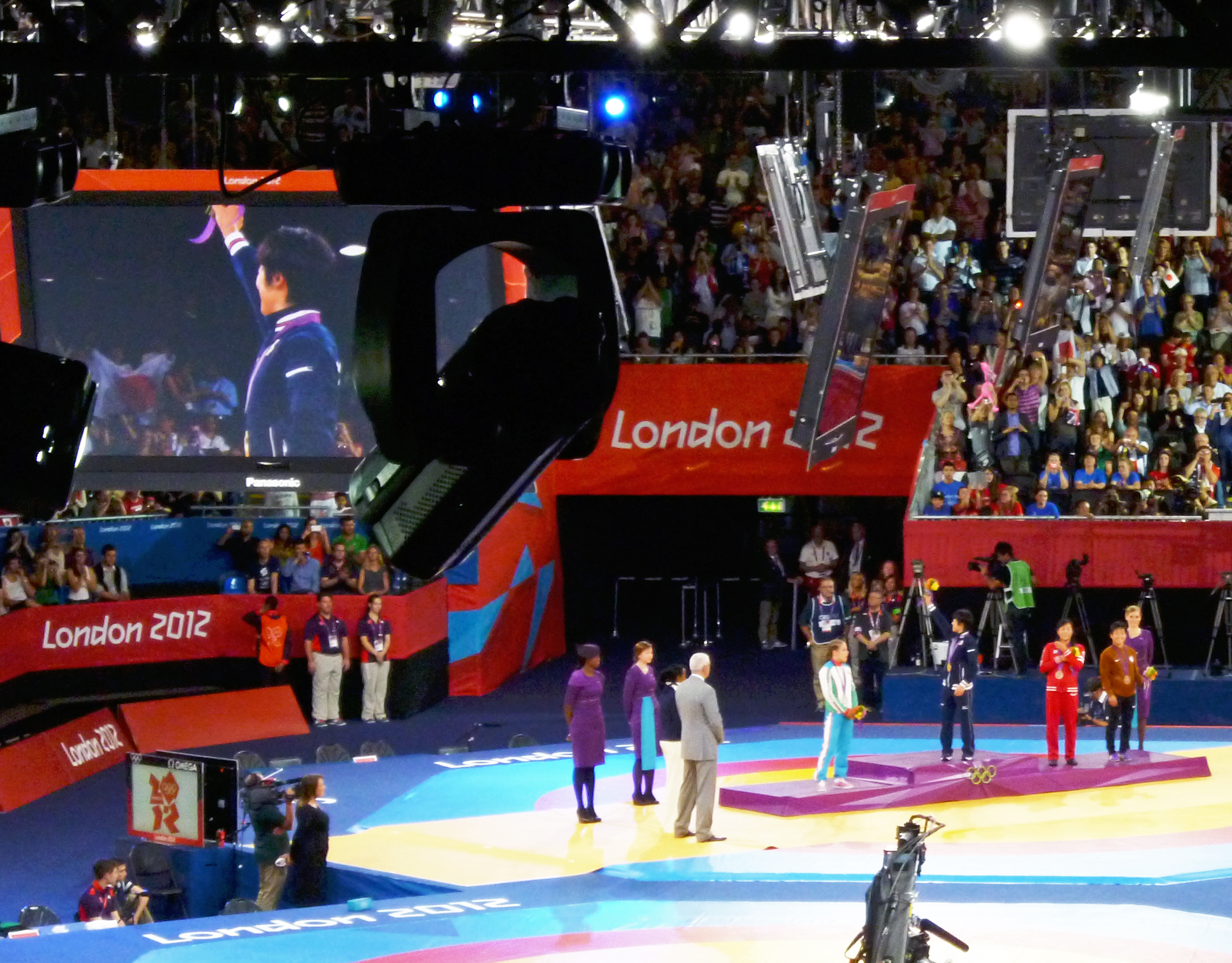
Hitomi Obara (2012)

Hitomi Obara (japanisch 小原 日登美, Obara Hitomi; geborene Sakamoto (japanisch 坂本 日登美); * 4. Januar 1981 in Hachinohe; † 18. Juli 2025) war eine japanische Ringerin. Sie gewann zwischen 2000 und 2008 sechsmal den Weltmeistertitel in der Klasse bis 51 kg Körpergewicht sowie 2010 und 2011 den Weltmeistertitel in der Klasse bis 48 kg. Anschließend gewann sie bei den Olympischen Spielen 2012 in London Gold in der Klasse bis 48 kg.

## Werdegang
Hitomi Obara rang seit 1989. Sie war Hauptmann der japanischen Bodenselbstverteidigungsstreitkräfte und startete für die Jieitai Taiiku Gakkō (japanisch, für die „Sportschule der Selbstverteidigungsstreitkräfte,“ englisch Japan Self Defense Forces Physical Training School) in Nerima (Tokio). Ihr Trainer war seit 2002 Kenji Fujikawa, der von Nationaltrainer Kazuhito Sakae unterstützt wurde. Im September 2011 heiratete sie und nahm den Nachnamen Obara an.
Im Juniorenalter trat Hitomi Obara bei den internationalen Meisterschaften noch nicht in Erscheinung. Ihren ersten Start bei einer internationalen Meisterschaft absolvierte sie im Jahre 2000, als sie in Seoul in der Gewichtsklasse bis 51 kg, der Gewichtsklasse, in der sie bis zum Jahre 2008 an den Start ging, Asien-Meisterin vor Yin Min, China, und Chang Wen-Hsia, Taiwan, wurde. Im gleichen Jahr startete sie auch erstmals bei der Weltmeisterschaft in Sofia und gewann dort ihren ersten WM-Titel vor Patricia Miranda aus den Vereinigten Staaten und Ida Hellström aus Schweden.
2001 wurde sie in Sofia erneut Weltmeisterin. Sie besiegte dabei Ida Hellström, Alena Iwanowna Kareicha, Belarus, Vanessa Boubryemm, Frankreich, Gao Yanzhi, China und Stephanie Murata aus den Vereinigten Staaten.
In den Jahren 2002 und 2003 konnte Hitomi Obara nicht an internationalen Meisterschaften teilnehmen, weil sie in Japan von Chiharu Ichō als Nr. 1 in ihrer Gewichtsklasse abgelöst wurde. 2004 gelang es ihr auch nicht, sich für die Olympischen Spiele in Athen zu qualifizieren. Sie musste dazu in die Gewichtsklasse bis 48 kg abtrainieren, weil die Gewichtsklasse bis 51 kg nicht olympisch war. Chiharu Icho tat aber dasselbe und besiegte Obara bei der japanischen Olympiaausscheidung.
Nach den Olympischen Spielen 2004 blieb Chiharu Icho in der Gewichtsklasse bis 48 kg. Hitomi Obara konnte deshalb bei den internationalen Meisterschaften wieder in der Gewichtsklasse bis 51 kg an den Start gehen. 2005 wurde sie in Wuhan auch gleich wieder asiatische Meisterin und in Budapest gewann sie ihren dritten Weltmeistertitel. Im Finale bezwang sie dabei Vanessa Boubryemm aus Frankreich.
In den Jahren 2006, 2007 und 2008 wiederholte sie dann jeweils in der Gewichtsklasse bis 51 kg ihre Siege bei den Weltmeisterschaften. 2006 siegte sie in Guangzhou vor Lindsay Belisle aus Kanada, 2007 in Baku vor Ren Xuecheng aus China und 2008 in Tokio vor Marjana Markowitsch aus Belarus. Für die Olympischen Spiele 2008 in Peking konnte sie sich in der Gewichtsklasse bis 48 kg wieder nicht qualifizieren. Sie scheiterte wieder an Chiharu Icho.
Nach einem Jahr Pause (2009) und nach dem Rücktritt von Chiharu Icho im Jahre 2008 startet Hitomi Obara seit 2010 in der Gewichtsklasse bis 48 kg. In dieser Gewichtsklasse gewann sie dann bei der Weltmeisterschaft 2010 in Moskau ihren siebten Weltmeistertitel. In den entscheidenden Kämpfen besiegte sie dabei die Olympiasiegerin von 2008 Carol Huynh aus Kanada; diese hatte dort im Finale Chiharu Icho, Iwona Matkowska aus Polen und Lorissa Oorschak aus Russland besiegt.
2011 verwies Hitomi Obara bei der japanischen Meisterschaft die Junioren-Weltmeisterin Eri Tosaka auf den 2. Platz und holte sich bei der Weltmeisterschaft in Istanbul mit Siegen über Lenka Matejewa, Slowakei, Henriette Slattum, Norwegen, Carol Huynh, Zhao Shasha, China, und Maria Stadnik, Aserbaidschan, den achten Weltmeistertitel. Gegen Maria Stadnik gewann sie mit 2:1 Runden (2:3, 1:0, 1:0 Punkte).
Bei den Olympischen Spielen 2012 in London gewann sie erstmals in ihrer langen Laufbahn verdientermaßen die Goldmedaille in der Klasse bis 48 kg. Auf dem Weg zu dieser Medaille besiegte sie Maroi Mezien aus Tunesien, Isabella Sambou aus dem Senegal, Carol Huynh und Maria Stadnik.
Sie starb am 18. Juli 2025 im Alter von 44 Jahren.

## Internationale Erfolge
| Jahr | Platz | Wettbewerb                             | Gewichtsklasse | Ergebnisse |
| 2000 | 1.    | Asien-Meisterschaft in Seoul           | bis 51 kg      | vor Yin Min, China und Chang Wen-Hsia, Taiwan |
| 2000 | 1.    | WM in Sofia                            | bis 51 kg      | vor Patricia Miranda, USA und Ida Hellström, Schweden                                                                                                |
| 2001 | 1.    | Ostasien-Spiele in Ōsaka               | bis 51 kg      | vor Park Ji-young, Südkorea und Gao Yanzhi, China |
| 2001 | 1.    | Weltcup in Levallois-Perret            | bis 51 kg      | vor Gao Yanzhi und Jelena Tolzenko, Russland |
| 2001 | 1.    | WM in Sofia                            | bis 51 kg      | nach Siegen über Ida Hellström, Alena Iwanowna Kareichoa, Belarus, Vanessa Boubryemm, Frankreich, Gao Yanzhi und Stephanie Murata, USA               |
| 2004 | 1.    | Canada-Cup in Guelph                   | bis 51 kg      | vor Lindsay Belisle und Sarah White, beide Kanada |
| 2004 | 1.    | Weltcup in Tokio                       | bis 51 kg      | vor Stephanie Murata, Erica Sharp, Kanada und Tan Dongmei, China                                                                                     |
| 2005 | 1.    | „Iwan-Yarigin“-Memorial in Krasnojarsk | bis 51 kg      | vor Juragiin Gandolgor, Mongolei, Brigitte Wagner, Deutschland und Natalja Iljina, Russland                                                          |
| 2005 | 1.    | Asien-Meisterschaften in Wuhan         | bis 51 kg      | vor Dinara Mirzajewa, Usbekistan und Tsogtbadsaryn Enchdschargal, Mongolei                                                                           |
| 2005 | 1.    | WM in Budapest                         | bis 51 kg      | nach Siegen über Livanis Rivera Perez, Puerto Rico, Dinara Mirzajewa, Wen Juling, China, Erica Sharp und Vanessa Boubryemm                           |
| 2006 | 2.    | Weltcup in Nagoya                      | bis 51 kg      | hinter Ren Xuecheng, China, vor Patricia Miranda und Oleksandra Kohut, Ukraine                                                                       |
| 2006 | 1.    | WM in Guangzhou                        | bis 51 kg      | nach Siegen über Bekzat Mustafina, Kasachstan, Patricia Miranda, Oleksandra Kohut und Lindsay Belisle, Kanada                                        |
| 2007 | 1.    | WM in Baku                             | bis 51 kg      | nach Siegen über Maria del Mar Serrano Barcelo, Spanien, Erica Sharp, Tatjana Bakatschuk, Kasachstan und Ren Xuecheng                                |
| 2008 | 1.    | WM in Tokio                            | bis 51 kg      | nach Siegen über Jessica MacDonald, Kanada, Helen Maroulis, USA, Vanessa Boubryemm und Marjana Markewitsch, Belarus                                  |
| 2010 | 1.    | WM in Moskau                           | bis 48 kg      | nach Siegen über Ingrid Medrano Cuellar, ESA, Kristina Daranuza, Ukraine, Carol Huynh, Kanada, Iwona Matkowska, Polen und Lorissa Oorschak, Russland |
| 2010 | 3.    | Asien-Spiele in Guangzhou              | bis 48 kg      | hinter So Sim-Hyang, Nordkorea und Nguyen Thi Lua, Vietnam                                                                                           |
| 2011 | 2.    | Weltcup in Liévin                      | bis 48 kg      | hinter Yildiz Eschimowa, Kasachstan, vor Li Xiaomei, China und Tschuluunbaataryn Gantschimeg, Mongolei                                               |
| 2011 | 1.    | WM in Istanbul                         | bis 48 kg      | nach Siegen über Lenka Matejewa, Slowakei, Henriette Slattum, Norwegen, Carol Huynh, Zhao Shasha, China und Maria Stadnik, Aserbaidschan             |
| 2012 | 1.    | Welt-Cup in Tokio                      | bis 48 kg      | vor Li Hui, China, Angela Dorogan, Aserbaidschan und Ljubow Salnikowa, Russland                                                                      |
| 2012 | Gold  | Olympische Spiele in London            | bis 48 kg      | nach Siegen über Maroi Mezien, Tunesien, Isabella Sambou, Senegal, Carol Huynh, und Maria Stadnik                                                    |

## Erläuterungen
- alle Wettbewerbe im freien Stil
- OS = Olympische Spiele, WM = Weltmeisterschaft